# St. Petrus (Hachelbich)
Die Kirche St. Petrus ist eine evangelische Pfarrkirche in Hachelbich, einem Ortsteil der Gemeinde Kyffhäuserland im thüringischen Kyffhäuserkreis. Sie gehört zur Kirchengemeinde Hachelbich im Kirchenkreis Bad Frankenhausen-Sondershausen.

## Geschichte

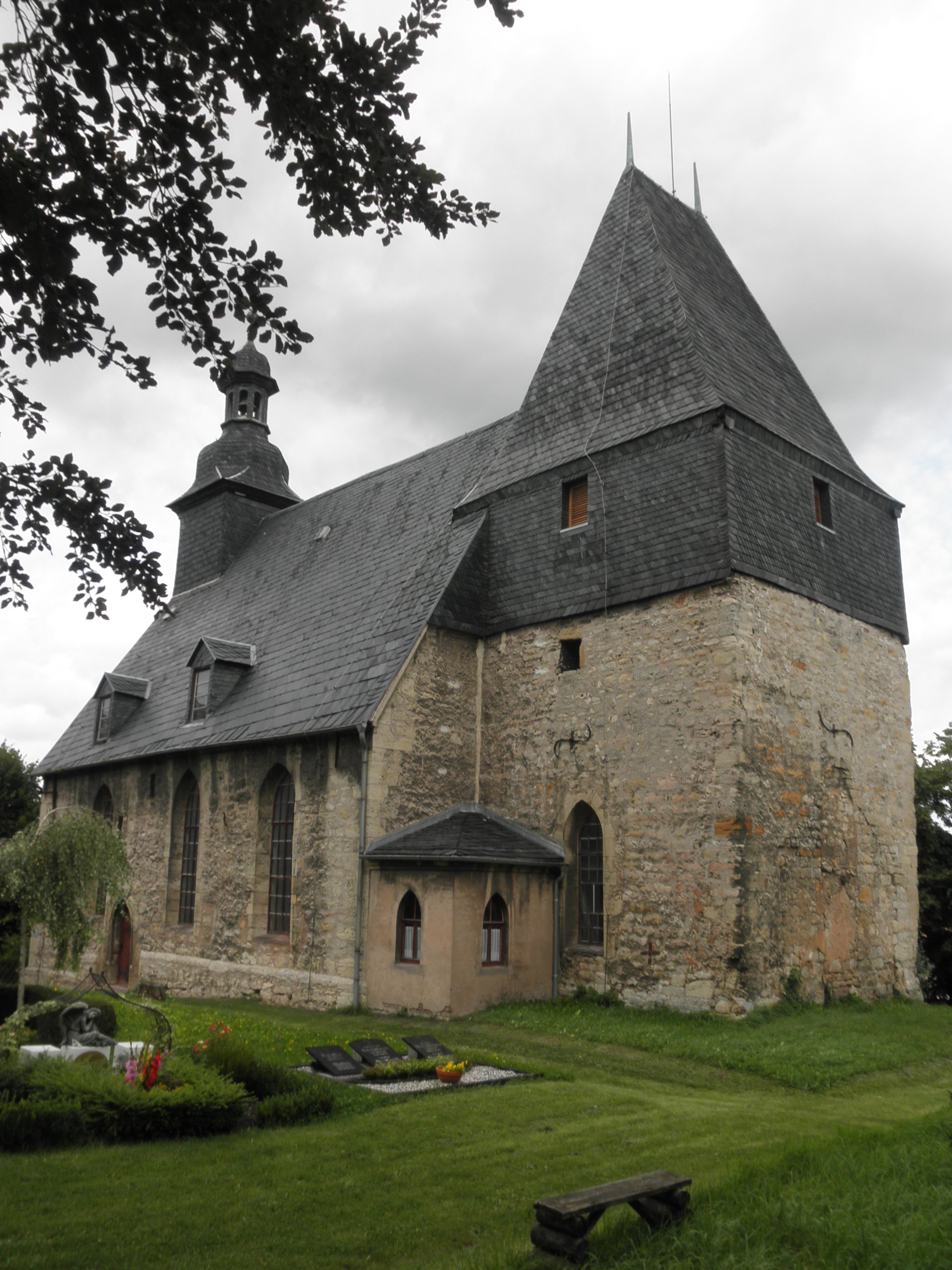
St. Petrus

Der ein Walmdach tragende Ostturm der Chorturmkirche stammt vom romanischen Vorgängerbau. Über dem Turmportal im Inneren (Emporengeschoss) verwies eine Inschrift auf das Jahr 1193. Das Kirchenschiff wurde 1567 errichtet (Inschrift im Innenraum). Eine Renovierung erfolgte 1903. Der Rechteckbau mit steilem Satteldach enthält einen westlichen Dachreiter von 1735 und weist ein umlaufendes Sockel- und Traufgesims, einheitliche Spitzbogenfenster und profilierte Spitzbogenportale des 16. Jahrhunderts auf. An der Westmauer befindet sich eine spätgotische Vorhangbogennische. Im Saal mit flacher Tonne sind zweigeschossige, dreiseitige Emporen aus der 2. Hälfte des 19. Jahrhunderts. Der flach gedeckte Chor ist durch einen spitzbogigen Triumphbogen ausgeschieden. Die Kanzel ist von 1700.